# 和歌山県道198号龍神中辺路線
和歌山県道198号龍神中辺路線（わかやまけんどう198ごう りゅうじんなかへちせん）は、和歌山県田辺市を通る一般県道である。

## 概要
田辺市龍神村柳瀬から田辺市中辺路町栗栖川に至る。
和歌山県道29号田辺龍神線（700 mほどで国道425号に隣接）と国道311号（国道371号との重複区間）を結ぶ路線で、ほぼ全線にわたって2車線の整備された路面である。途中、峠越えのために掘られた水上栃谷トンネル（延長2,305 m）を越える。
財政問題を理由に建設が中断されていた国道371号の、実質的な代替路線として使われている。3ケタの地方道ではあるが、第一次緊急輸送道路や高規格幹線道路に指定されている。規模・通行実績ともに、主要地方道クラスの高規格道路である。
起点の虎ケ峰交差点は2020年（令和2年）現在、県内唯一のラウンドアバウトとなっている。これにより、大型トラックだけでなく、長尺のトレーラーなども走行可能となっている。

### 路線データ
- 起点：田辺市龍神村柳瀬（和歌山県道29号田辺龍神線交点）
- 終点：田辺市中辺路町栗栖川（鍛冶屋川口交差点、国道311号交点）
- 実延長：11.935 km

## 歴史
- 1992年（平成4年） - 水上栃谷トンネルが開通[1]。
- 1994年（平成6年）4月1日 - 和歌山県道198号龍神中辺路線として指定された[4]。
- 2014年（平成26年） - 田辺市中辺路町の道路災害復旧工事が平成24年度完成工事 和歌山県優良工事として表彰された[5]。

## 路線状況

### 重複区間
- 和歌山県道216号温川田辺線（田辺市中辺路町水上 - 田辺市中辺路町澤・中辺路町沢交差点）

### 道路施設

#### 橋梁
- 大瀬戸六号橋（鍛冶屋川、田辺市）
- 大瀬戸五号橋（鍛冶屋川、田辺市）
- 大瀬戸四号橋（鍛冶屋川、田辺市）
- 大瀬戸三号橋（鍛冶屋川、田辺市）
- 大瀬戸二号橋（鍛冶屋川、田辺市）
- 大瀬戸一号橋（鍛冶屋川、田辺市）
- 水上新橋（鍛冶屋川、田辺市）
- 弥勒橋（田辺市）
- 船原橋（鍛冶屋川、田辺市）

#### トンネル
- 水上栃谷（みずかみとちたに）トンネル：延長2,305 m[1]、1992年（平成4年）竣工、田辺市

1992年（平成4年）に開通。県内の道路で第10位の長さの道路トンネルである。
- 熊野川トンネル：延長231 m、1998年（平成10年）竣工、田辺市

## 地理

### 通過する自治体
- 和歌山県
  - 田辺市

### 交差する道路
| 交差する道路                           | 交差する場所   | 交差する場所            |
| -------------------------------------- | -------------- | ----------------------- |
| 和歌山県道29号田辺龍神線               | 龍神村柳瀬     | ラウンドアバウト / 起点 |
| 和歌山県道216号温川田辺線 重複区間起点 | 中辺路町水上   |                         |
| 和歌山県道216号温川田辺線 重複区間終点 | 中辺路町澤     | 中辺路町沢交差点        |
| 国道311号 国道371号 重複               | 中辺路町栗栖川 | 鍛冶屋川口交差点 / 終点 |

### 沿線
- 富田川